# Ланин, Олег Олегович
Оле́г Оле́гович Ла́нин (род. 22 января 1996, Усть-Лабинск, Краснодарский край) — российский футболист, полузащитник клуба «Шинник».

## Биография

### Клубная карьера
Воспитанник академии «Краснодара». За основной состав клуба дебютировал 30 октября 2013 года, отыграв весть матч против клуба ПФЛ «Долгопрудный» в рамках 1/16 Кубка России. В дальнейшем много раз включался в заявку клуба на матчи Премьер-лиги, а также был в числе запасных на матч группового этапа Лиги Европы против французского «Лилля», однако на поле не выходил. С 2015 года выступал в аренде за клубы ФНЛ «Балтика», «Енисей» и «Крылья Советов». В сезоне 2016/2017 провёл в составе «Енисея» 35 матчей, а также принял участие в стыковых матчах за выход в Премьер-лигу с тульским «Арсеналом», которые завершились неудачно для «Енисея». В следующем сезоне в составе «Крыльев Советов» добрался до 1/4 финала Кубка России, где команда уступила московскому «Спартаку», и добился выхода в Премьер-лигу. В январе 2019 вернулся в «Краснодар» из аренды.
После ухода из «Краснодара» три года выступал за красноярский «Енисей», а потом полтора года за новороссийский «Черноморец». 23 июня 2025 года стал игроком ярославского «Шинника», заключив двухлетний контракт.

### Карьера в сборной
В 2014 году в составе сборной России до 18 лет принимал участие в Мемориале Гранаткина, на котором дошёл с командой до финала. В 2017—2018 годах выступал за молодёжную сборную России.